# Euphrasia coerulea
Euphrasia coerulea är en snyltrotsväxtart som beskrevs av David Heinrich Hoppe, Fürnrohr. Euphrasia coerulea ingår i släktet ögontröster, och familjen snyltrotsväxter. Inga underarter finns listade i Catalogue of Life.